# هنري روسو
هنرى جولين فيلكس روسو (بالفرنسية: Henri Rousseau) رسام فرنسي ولد في لافال ، مايين بفرنسا (21 مايو 1844 – 2 سبتمبر 1910) والمدرسة التي ينتمى لها فنه تسمى ما بعد الانطباعية، واتسم رسمه بما يسمى “البدائية” و“البساطة”. وأشهر ما يعرف عن روسو انه علم نفسه بنفسه حيث كان موظفاً في مصلحة الجمارك في باريس وكان يمارس الرسم حين يرجع من العمل. تعرض كثيراً للانتقاد اللاذغ والسخرية من قبل النقاد في حينها لكنه بقي يمارس الرسم وكأن أن عمل بيكاسو حفلة عشاء في ستوديو بيكاسو الواقع في حي مونتمارت وكانت تلك الحفلة على شرف روسو واحتفاءاً به وربما تلك تعتبر من اللحظات القليلة التي احس روسو في حياته بانه مرحب به وبأن فنه مقدر من قبل الآخرين. اشتهر برسم مناظر الغابات وله الكثير من اللوحات المشهورة ، منها: الغجرى النائم ، المهرجون المرحون ، ساحر الثعبان، الحلم وغيرها.

## روابط خارجية
- هنري روسو على موقع الموسوعة البريطانية (الإنجليزية)
- هنري روسو على موقع ميوزك برينز (الإنجليزية)
- هنري روسو على موقع إن إن دي بي (الإنجليزية)
- هنري روسو على موقع ديسكوغز (الإنجليزية)